# Farasdanga
Farasdanga fou un establiment francès de l'Índia proper a Balasore a Orissa. Fou establert al final del segle xvii. Gran part de la seva superfície inicial es va perdre i als segles xix i xx només tenia 15 hectàrees. Estava sota autoritat de l'administrador de Chandernagor amb la que fou retornada a l'Índia oficialment el 1952.